# Regii catolici

Spania în timpul monarhilor catolici

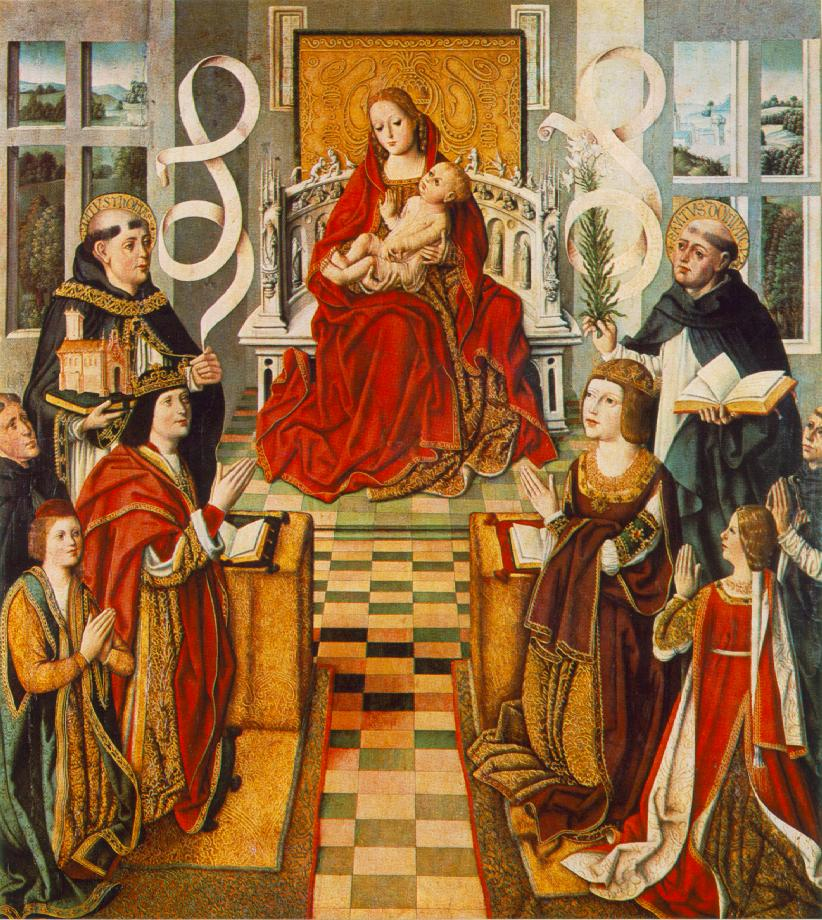
Sfânta fecioară a regilor catolici ,de Fernando Gallego (1490-95)

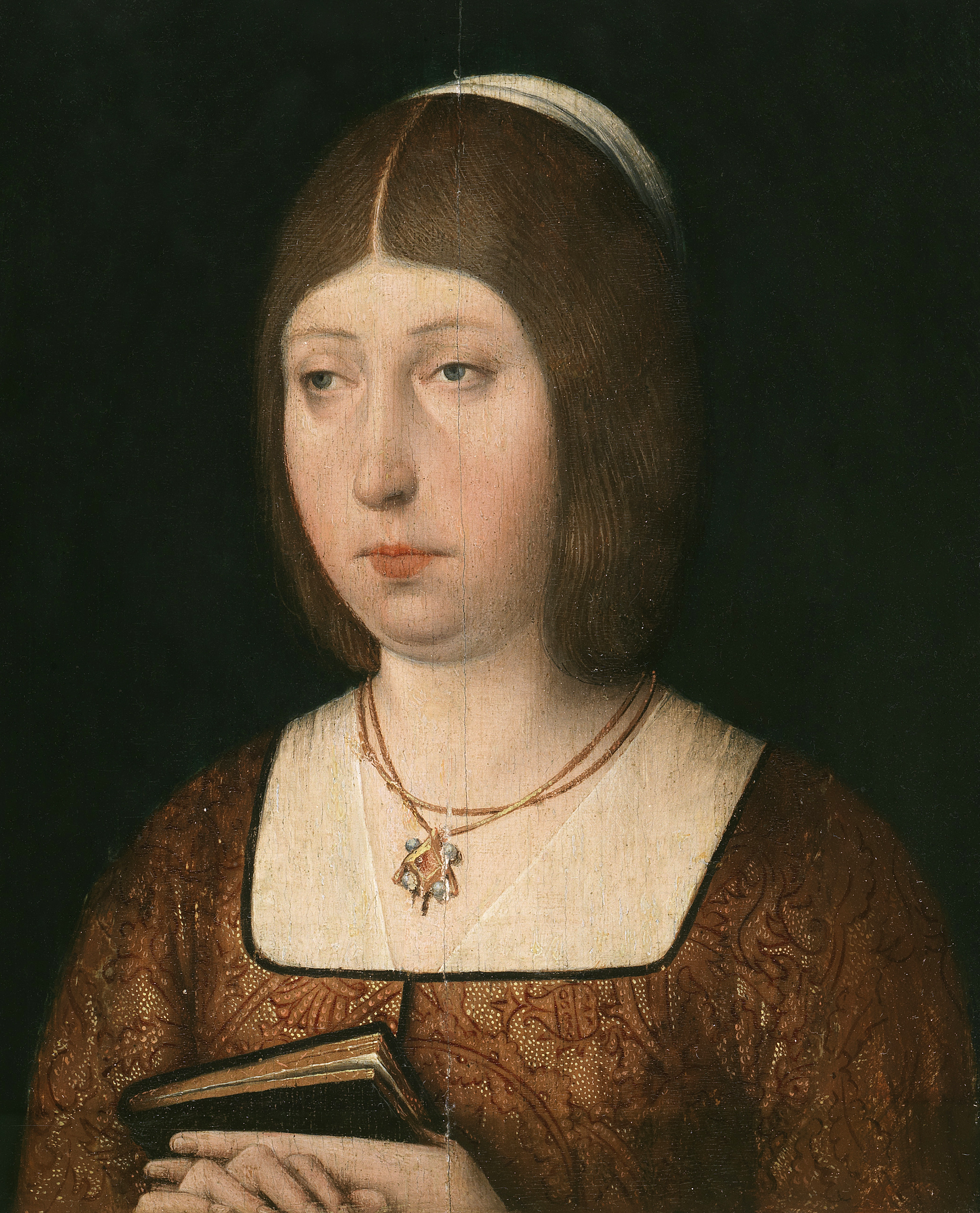
Regina Isabella

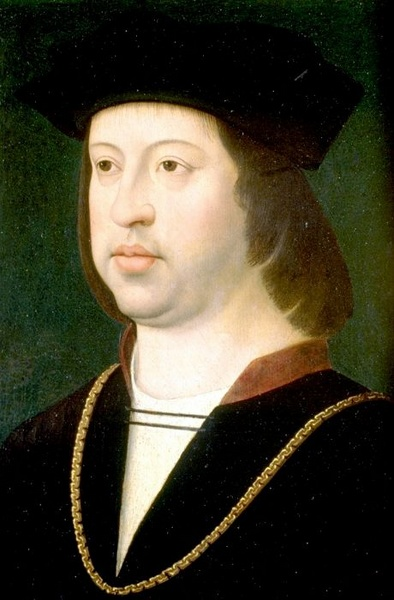
Regele Ferdinand

Denumirea de Regii Catolici (în spaniolă Reyes Católicos) se referă la monarhii spanioli regina Isabella I a Castiliei (1451-1504) și regele Ferdinand al II-lea de Aragon (1452–1516), cel care, sub numele de Ferdinand al V-lea, a fost și rege al Castiliei. Titlul de Reyes Católicos a fost acordat în anul 1496 de către Papa Alexandru al VI-lea. 
Titlurile de noblețe însumate ale Regilor Catolici, după cum apăreau scrise în Tratatul de la Tordesillas din 7 iunie 1494, erau următoarele: Ferdinand și Isabella, prin mila Domnului, Rege și Regină ai Castiliei, ai Leonului, ai Aragonului, ai Siciliei, ai Granadei, ai Toledoului, ai Valenciei, ai Galiciei, ai Mallorcei, ai Seviliei,  ai Sardiniei, ai Corsicii, ai Murciei, ai Jaénului, ai Algarve, ai  Algeciras, ai Gibraltarului, ai Insulelor Canare, Conte și Contesă de Barcelona, conducători ai Vizcaya și a Molina de Aragón, Duce și Ducesă de Atena și ai ducatului Neopatria, Conte și Contesă de  Roussillon și de Cerdanya, Marchiz și Marchiză de Oristano și de Gociano. La acestea s-au mai adăugat și altele mai târziu, ca de exemplu Navarra. Enumerarea tuturor acestor statute arată că regii au fost interesați să respecte particularitățile constituționale ale diferitelor regiuni stăpânite.
Titlul de Rege al Spaniei nu s-a fost folosit până în secolul al XIX-lea.

## Căsătoria
Isabella și Ferdinand s-au căsătorit pe data de  19 octombrie 1469 în Valladolid . Căsătoria a avut loc fără consimțământul regelui de atunci al Castiliei, fratele vitreg al Isabellei , Henric al IV-lea. Isabella purta în acel moment  titlul de Prințesă de Asturia. În Castilia , acest titlu era purtat de către moștenitorul tronului încă din anul 1388.
Pe 7 ianuarie 1469, cu nouă luni înainte de nuntă, Ferdinand s-a angajat, precum co-regent în Castilia , să respecte privilegiile și libertățile clerului, să restabilească ordinea în administrarea justiției, să continue lupta împotriva maurilor și mai ales , să colaboreze strîns cu Isabella în luarea deciziilor. Toate hotărârile  trebuiau luate în comun, toate decretele aveau nevoie de ambele semnături , ale regelui și ale reginei, însă din punct de vedere legal , purtatorul coroanei Castiliei era doar Isabella.

## Urcarea pe tronul Castiliei
Pe 11 decembrie 1474, a murit în Henric al IV-lea. Deoarece Ferdinand se afla în Aragon la acea dată, Isabella s-a proclamat singură regină pe 13 decembrie 1474, în Segovia (spre deosebire de Franța sau Anglia, în Spania, nu exista și nu există cu acest prilej o ceremonie de încoronare și nici nevoia ungerii religioase). În actele oficiale se folosea formula „Isabella, Regina Castiliei și Ferdinand, soțul ei legal”. Când Ferdinand a ajuns la Segovia pe 2 ianuarie 1475, nu s-a arătat prea încântat de această formulă. El solicita titlul de rege al Castiliei. Această solicitare a fost tema principală a Tratatului de la Segovia⁠(d), tratat alcătuit de către cardinalul Pedro González de Mendoza⁠(d) și Alfonso Carrillo de Acuña⁠(d), arhiepiscop de Toledo. Isabella și Ferdinand au fost de acord cu prevederile tratatului pe 15 ianuarie 1475. 
În tratat s-a stabilit că :
1. Toate documentele care au nevoie de semnătura regală , să fie semnate de ambii  monarhi , numele monarhului masculin să fie trecut întâiul , iar în titulatura acestuia să fie trecută Castilia pe primul loc , urmând ca după aceasta să fie trecute stemele și însemnele oficiale.
2. Isabella, ca regină oficială, să primească omagiile.
3. Toate veniturile coroanei, după plata anumitor obligații, să fie predate de către regină soțului ei, ca împreună să decidă administrarea acestor venituri.
4. Toți funcționarii, ale căror salarii sunt plătite din bugetul Castiliei, să fie numiți în funcție  de către  Isabella.

## Unificarea Spaniei
Când ne referim în ziua de azi la deciziile politice în Castilia între 1475 și 1504 , este vorba de deciziile comune luate de Isabella și Ferdinand. Deciziile acestea sunt menționate în literatura ca decizii ale Regilor Catolici, chiar dacă acest titlu a fost acordat de-abia în anul 1496, de către  Alexandru al VI-lea .
Cu sfârșitul Războiului castilian de succesiune și urcarea pe tron a lui  Ferdinand în Aragon , domnia Monarhilor Catolici  a început efectiv în anul 1479.
Prin căsătoria dintre Isabela și Ferdinand nu a fost creată nici o legătură formală între regatul Castiliei și cel de  Aragon. A fost doar o uniune personală, care în anul 1504, odată cu preluarea tronului de către Ioana de Castilia a fost abrogată și în 1516, sub Carol Quintul
,restaurată.
Cu excepția Inchiziției spaniole, nu au existat nici instituții comune. În Castilia dar și în unele regiuni  ale Aragonului, au existat  Adunări Generale ( Cortes) separate. Atunci când se treceau granițele, erau colectate taxe. Cetățenii din Aragon erau în Castilia considerați străini, care , de exemplu, nu aveau voie să ia parte la colonizarea Americilor.